# أليكس كوران
أليكس كوران (بالإنجليزية: Alex Curran)‏ وهي عارضة أزياء ومعلقة موضة إنجليزية بريطانية ولدت في يوم 23 سبتمبر 1982 في آينتره في إنجلترا في المملكة المتحدة وهي زوجة لاعب نادي ليفربول ومنتخب إنجلترا لكرة القدم ستيفن جيرارد.